# Rock-Eval-Pyrolyse
Die Rock-Eval-Pyrolyse ist ein Verfahren zur Charakterisierung von Kerogen, also potentiellem Erdöl-Muttergestein. Das Ergebnis gibt Anhaltspunkte zur Frage, ob eine Erdölbohrung wirtschaftlich interessant ist.

## Durchführung
Eine Probe von ca. 100 mg wird in einem Pyrolyse-Ofen unter Inertgas, z. B. Helium erhitzt.
Die Menge der dabei aus der Probe austretenden Substanzen wird mit einem Gaschromatographen gemessen.
Ablauf Schrittweise
- Der Ofen wird 3 Minuten lang konstant bei 300 °C gehalten. In dieser Phase verdampfen die meisten Kohlenwasserstoffe, deren Moleküle weniger als 40 Kohlenstoffatome haben. Die Menge an ausgetretenen Stoffen in dieser Phase ist der S1-Wert.
- Die Temperatur wird mit einer Heizrate von 25 K/min auf 550 °C erhöht. Im durchfahrenen Temperaturbereich finden Crack-Reaktionen statt. Die Crackprodukte verdampfen. Die Menge an ausgetretenen Stoffen in dieser Phase ist der S2-Wert. Die Temperatur, bei der die Menge an verdampften Stoffen am höchsten ist, wird Tmax genannt.
- Der Ofen wird wieder abgekühlt. Beim Durchfahren des Temperaturbereichs 390 °C – 300 °C wird Kohlendioxid frei. Die Menge an Kohlendioxid ist der S3-Wert.

Die S-Werte werden in Milligramm ausgetretenes Gas pro Gramm Probe angegeben.

## Auswertung
Aus den Messergebnissen einer Probe werden weitere Kennzahlen abgeleitet. Für deren Berechnung wird der TOC-Wert mit herangezogen.
- Wasserstoff-Index HI (engl. Hydrogen Index) – Anhaltspunkt für die Herkunft des organischen Materials. Wasserpflanzen bestehen aus fett- und eiweißreichem Material mit einem höheren Wasserstoff/Sauerstoff-Verhältnis als bei eher kohlenhydrathaltigen Landpflanzen.
- Sauerstoff-Index OI (engl. Oxygen Index)
- Produktions-Index PI